# The Past Is Not a Good Idea
The Past Is Not a Good Idea är det svenska rockbandet Her Majestys andra studioalbum, utgivet 2004 på S56 Recordings.
Skivan föregicks av singeln You and Me Against the World (2003). Efter att albumet gett ut utkom även singeln The Past Is Not a Good Idea (2004). Ingen av dessa tog sig in på listorna.

## Låtlista
1. "The Past Is Not a Good Idea"
2. "Most Unlikely (You Are the One)"
3. "Cut Me"
4. "You and Me Against the World"
5. "Lovers Forgive Me"
6. "May Your Tomorrow Never Come"
7. "To Capture the Moment"
8. "Always and Forever"
9. "Different Times"
10. "No Commitment"
11. "Bikeride"

## Mottagande
Skivan snittar på 2,6/5 på Kritiker.se, baserat på fyra recensioner.

## Listplaceringar
| Lista (2004) | Topplacering |
| ------------ | ------------ |
| Sverige      | 15           |

### Fotnoter
1. ↑  ”Her Majesty”. Svensk mediedatabas. http://smdb.kb.se/catalog/search?q=her+majesty+typ%3Afonogram&sort=OLDEST. Läst 17 juni 2012.
2. 1 2  Listplacering
3. ↑  ”The Past Is Not a Good Idead”. Kritiker.se. http://kritiker.se/skivor/her-majesty/the-past-is-not-a-good-idea/. Läst 17 juni 2012.